# Kathinka-Platzhoff-Stiftung
Die Kathinka-Platzhoff-Stiftung ist eine gemeinnützige Stiftung des bürgerlichen Rechts mit Sitz in Hanau. Ihre Rechtsfähigkeit erhielt die Stiftung am 11. Dezember 1981 durch die Genehmigung des Regierungspräsidiums Darmstadt.

## Stiftungsziele
Die Ziele der Stiftung werden in Zusammenarbeit mit der Wallonisch-Niederländischen Gemeinde, einer selbständigen evangelisch-reformierte Kirche in Hanau, realisiert. Das Ziel der gemeinnützigen Stiftung ist die anspruchsvolle Betreuung und Förderung von Kindern, Jugendlichen und Senioren. Das beinhaltet die gezielte Förderung und Bildung von Kindern und Jugendlichen auf ihrem Weg zu selbstständigen, kreativen und verantwortungsbewussten Persönlichkeiten sowie die bedürfnisorientierte, aktive Unterstützung älterer Menschen.

## Kathinka Platzhoff
Kathinka Platzhoff (1896–1981) war die Enkeltochter des Hanauer Unternehmensgründers Wilhelm Carl Heraeus. Sie verfügte testamentarisch die Einrichtung der Stiftung, die im Jahr 1981 gegründet wurde. Das Hauptziel des von ihr angedachten Stiftungszwecks ist die Vermittlung christlicher Werte in enger Zusammenarbeit mit der Wallonisch-Niederländischen Gemeinde Hanau.

## Stiftungsaktivitäten
Um die Stiftungsziele zu erreichen, betreibt die Stiftung unter anderem folgende Einrichtungen:
- Tageseinrichtung für Kinder Pädagogische Betreuungs- und Förderangebote für Kinder von 6 Monaten bis 6 Jahren.
- Familienzentrum Generationsübergreifende Arbeit und Familienbildung im Rahmen der Betreuung für Kinder von 6 Monaten bis 6 Jahren.
- Familienakademie Bildungseinrichtung mit Angeboten für Kinder, Familien, Senioren und pädagogischen Fachkräften.
- Fischerhaus – Seniorengerechte Wohnanlage Wohnen für nicht oder nur gering pflegebedürftige Senioren.
- Ambulanter Pflegedienst Pflegeteam zur häuslichen Kranken- und Altenpflege.

## Stiftungsvorstand
Die Stiftung wird derzeit durch einen dreiköpfigen, ehrenamtlich tätigen Vorstand und einen hauptamtlichen Geschäftsführer geleitet. Der Vorstand setzt sich zusammen aus:
- Christoph Obladen (Vorsitzender)
- Andreas Noll (stellvertretender Vorsitzender)
- Matthias Ludwig

Die Stiftung ist eine von insgesamt vier Heraeus-Stiftungen.